# Çakırlı, Orhangazi
Çakırlı là một xã thuộc huyện Orhangazi, tỉnh Bursa, Thổ Nhĩ Kỳ. Dân số thời điểm năm 2011 là 1.81 người.